# Joseph de Maistre
Joseph de Maistre (1753 – 1821) je bil filozof, pisatelj, odvetnik, moralist in diplomat. Med drugim je bil ruski ambasador, državni minister in avtor številnih filozofskih del.
Joseph-Marie se je rodil 1. aprila 1753 v Maistru, umrl pa je 26. februarja 1821. Bil je savojski filozof, pisatelj, odvetnik, moralist in diplomat, ki je zagovarjal družbeno hierarhijo in monarhijo v obdobju po francoski revoluciji. Kljub njegovim tesnim osebnim in intelektualnim vezem s Francijo, je služil Kraljevini Sardiniji. Tam je bil član savojskega senata v obdobju med letoma 1787 in 1792. Prav tako je bil Joseph-Marie med leti 1803 in 1817 ruski ambasador, med leti 1817 in 1821 pa državni minister na sodišču v Torinu.
Kot pomembna osebnost protirazsvetljenstva, je Maistre monarhijo obravnaval kot božje legitimirano in hkrati kot edino stabilno obliko vladanja. Pozval je k ponovni vzpostavitvi Bourbonske dinastije za prestol Francije in k avtoriteti papeža v posvetnih zadevah. Trdil je, da je racionalistično zavračanje krščanstva razlog za nered in prelivanje krvi, ki sta sledila francoski revoluciji leta 1789.
Maistre se je rodil leta 1753 v Chambéryju v vojvodini Savojski, ki je spadala pod Kraljevino Piedmont-Sardinija. Šolal se je z jezuiti, leta 1787 pa je sledil očetovim stopinjam in postal savojski senator.
Sprva je podpiral politične reforme v Franciji in prizadevanja magistratov, ki so poskušali kralja Ludvika XVI prisiliti, da skliče generalne stanove. Kot lastnik zemlje v Franciji je bil celo kvalificiran, tako da bi se jim lahko tudi pridružil. Obstajajo dokazi, da je o tej možnosti razmišljal, a je bil zaskrbljen o odločitvi oblasti; ta je želela združiti plemstvo, duhovščino in meščanstvo v skupni zakonodaji organ, ki je postal Narodna ustavodajna skupščina. Po izdaji avgustovskih uredb leta 1789 pa je začel odločno nasprotovati toku političnega dogajanja v Franciji. 
Chambéry je Maistre zapustil zaradi francoske revolucionarne vojske leta 1792. Ker pa ni našel ustreznega položaja na dvoru v Torinu, se je naslednje leto vrnil, a je spet spoznal, da ne more podpirati režima. Ponovno je zapustil Francijo, tokrat je odšel v Lozano v Švico. Tam je razpravljal o politiki in bogoslovje v literarnem salonu Madame de Staël. Tako je začel je svojo pisateljsko pot in izdal veliko del, kot na primer: Lettres d'un Royaliste Savoisien, Discours à Madame la Marquise de Costa, sur la Vie et la Mort de son Fils... .
Iz Lozane je šel Maistre najprej v Benetke. Kaj kmalu je odšel tudi v Cagliari, kjer njegovi odnosi z dvorom niso bili preprosti. Leta 1802 so ga poslali v Peterburg kot veleposlanika pri carju Aleksandru I. Tam je ostal 14 let, a njegovih diplomatskih obveznosti ni bilo veliko, zato je postal priljubljena stalnica v plemiških krogih. Nekaj svojih prijateljev je spreobrnil v rimokatolike in napisal je svoja najvplivnejša dela o politični filozofiji.
Maistrova opažanja o ruskem življenju, ki so vključena v njegovi diplomatski biografiji in osebnih pismih, so med viri za Tolstojev roman Vojna in mir. Po porazu Napoleona in obnovi ter ponovni vzpostavitvi Savojske hiše v skladu s pogoji Dunajskega kongresa, se je Maistre leta 1817 vrnil v Torin. Tam je do smrti služil kot sodnik in državni minister. Umrl je 26. februarja 1821, pokopan pa je v jezuitski cerkvi svetih mučenikov (Chiesa dei Santi Martiri).
Maistre je bil prepričan v potrebo po prevladi krščanstva, ter po absolutnem vladanju monarha in papeža. Vztrajal je pri nujnosti javnega rablja, kot negativnega varuha družbenega reda. Tako francosko revolucijo, kot tudi revolucionarno in Napoleonovo vojno, je razlagal kot versko pokoro za vse grehe. Nasprotoval je napredku znanosti, liberalnim prepričanjem in empiričnim metodam filozofov, ter zagovarjal absolutizem s strogo logiko.
V delu Considérations sur la France je Maistre trdil, da ima Francija božje poslanstvo, kot glavno sredstvo dobrega in zla na Zemlji. Trdil je, da so bili vsi zločini le logične posledice razsvetljenstva in da so bile kazni božje odrejene.
V svoji kratki knjigi Essai sur le Principe Générateur des Constitutions Politiques et des Autres Institutions Humaines je trdil, da zakoni niso dela človeskega razuma, temveč jih zapoveduje Bog. Po pojavu francoskega prevoda dela Plutarch's treatise On the Delay of Divine Justice in the Punishment of the Guilty leta 1816, je Maistre leta 1819 pripravil najpopolnejšo razstavo svojega avtoritarnega pojmovanja politike.
Po njegovem mnenju vsak poskus upravičevanja vlade z racionalnimi razlogi vodi v nerešljiv spor o legitimnosti in prikladnosti katerekoli obstoječe vlade, to pa vodi v nasilje in zmešnjavo. Kot rezultat je Maistre trdil, da mora legitimnost vlade temeljiti na prepričljivih, a neracionalnih razlogih, o katerih se ne sme dvomiti. Zagovarjal je tudi, da mora avtoriteta v politiki izhajati iz vere, ki jo mora v Evropi prevzeti papež.
Kar je bilo v Maistrovih delih novega, ni bilo zagnano zagovarjanje monarhične in verske avtoritete same po sebi, temveč njegovi argumenti v zvezi s praktično potrebo po najvišji avtoriteti, ki bi temeljila na posamezniku, sposobnem odločnega ukrepanja in hkrati analiza družbenih temeljev legitimnosti te avtoritete. Njegova presoja problema avtoritete in njene legitimnosti nakazujejo nekatere pomisleke zgodjih sociologov, kot sta na primer Auguste Comte in Henri de Saint-Simon.
Dve njegovi knjigi sta izšli posmrtno. To sta Les Soirées de Saint-Pétersbourg in Examen de la Philosophie de Bacon. Prva je bogoslovje v obliki platonskega dialoga, v kateri Maistre trdi, da zlo obstaja zaradi njegovega položaja v božjem načrtu, po katerem krvno žrtvovanje nedolžnih vrne ljudi Bogu s pokoro grehov. Maistre to vidi kot zakon človeške zgodovine, tako nesporno, kot tudi skrivnostno. Druga knjiga je kritika misli Francisa Bacona, za katerega sam meni, da je začetnik uničujočih razsvetljenskih misli.
Zapisi Josepha de Maistra so spodbudili mislece, kot so Saint-Simon, Auguste Comte in Charles Maurras, ter navdihnili generacije francoskih rojalistov in ultramontanskih katolikov. De Maistra lahko z anglo-irskim državnikom Edmundom Burkom štejemo za enega od očetov evropskega konservatizma. 
De Maistrovi napadi na razsvetljensko misel so ga že dolgo naredili za privlačno protikulturno osebnost v določenih krogih. Na primer, pesnik Charles Baudelaire je trdil, da ga je de Maistre naučil "razmišljati" in se razglasil za učenca savojskega protirevolucionarja.
Njegov vpliv je med ameriškimi konservativci sporen. Sodobni konservativni komentator Pat Buchanan v svoji knjigi iz leta 2006, Izredno stanje, imenuje de Maistra "velik konservativ". Skupaj s paleokonservativnim teoretikom Samuelom Francisom, Buchanan meni, da je de Maistre zgodnji intelektualni predhodnik pri vprašanjih nacionalizma in univerzalizma.
Maistre je bil kritiziran zaradi svojih skrajnih pogledov, zlasti zaradi njegove interpretacije družbene vloge rablja, vojne in prelivanja krvi. Nekateri menijo, da je sam skušal le doumeti iracionalne in nasilne razsežnosti družbenega in političnega življenja in da bi ga morali obravnavati kot inovativnega političnega teoretika, ne kot zagovornika nasilja.  
Isaiah Berlin ga v svojem delu Svoboda in njena izdaja, šteje za enega od šestih glavnih sovražnikov svobode, med glavnimi misleci razsvetljenstva. Trdi, da so Maistrova dela veljala za "zadnje obupano prizadevanje fevdalizma v temnem veku, da bi se uprl pohodu napredka". 
Številni razsvetljenski misleci so sovražili Maistrove protireformacijske poglede, a so bili hkrati navdušeni nad njegovim slogom in intelektualno močjo. Maistre je bil naslikan kot fanatičen monarhist in še bolj fanatičen zagovornik papeške avtoritete, ponosen, briljanten in hkrati zagrenjen, močne volje in neprilagodljiv v vseh zadevah ter z močnimi, a togimi močmi sklepanja.
- de Maistre, J. Considérations sur la France. 1796.
- de Maistre, J. Discours à Madame la Marquise de Costa, sur la Vie et la Mort de son Fils. 1892.
- de Maistre, J. Essai sur le Principe Générateur des Constitutions Politiques et des Autres Institutions Humaines. 1814.
- de Maistre, J. Examen de la Philosophie de Bacon. 1836.
- de Maistre, J. Les Soirées de Saint-Pétersbourg. 1821.
- de Maistre, J. Lettres d'un Royaliste Savoisien. 1793.

- Joseph de Maistre. 2021. [citirano: 26.11.2021]. Dostopno na naslovu: https://www.britannica.com/biography/Joseph-de-Maistre.
- Joseph de Maistre. 2021. [citirano: 26.11.2021]. Dostopno na naslovu: https://www.newworldencyclopedia.org/entry/Joseph_de_Maistre.
- Joseph de Maistre. 2022. [citirano: 26.01.2022]. Dostopno na naslovu: https://www.larousse.fr/encyclopedie/litterature/Joseph_de_Maistre/175062.